# Hanns Zischler
Hanns Zischler, född 18 juni 1947 i Nürnberg, är en tysk skådespelare, regissör och manusförfattare.
I Sverige är Hanns Zischler mest känd för sin roll som Josef Hillman i några av Beck-filmerna. I den svenska versionen används dock inte Zischlers egen röst, utan dubbas av den svenska skådespelaren Fredrik Ohlsson.

## Filmografi i urval
- 2014 - Clouds of Sils Maria
- 2011 - Nils Holgersson
- 2008 - Flamman och Citronen
- 2005 - München
- 2002 - Beck - Pojken i glaskulan (TV)
- 2002 - Beck - Okänd avsändare (TV)
- 2002 - Beck - Annonsmannen (TV)
- 2002 - Beck - Sista vittnet
- 2002 - Beck - Enslingen (TV)
- 2002 - Beck - Kartellen (TV)
- 2002 - Ripley's Game
- 2001 - Beck - Mannen utan ansikte (TV)
- 1995 - Letters from the East
- 1993 - Fjärran, så nära!
- 1992 - Saltstänk på huden
- 1991 - Hitlerjunge Salomon
- 1989 – Franska revolutionen
- 1988 - Venusfällan
- 1985 - Affär i Berlin
- 1983 - Den flamberade kvinnan
- 1976 - Med tidens gång